# 小行星4154
小行星4154（4154 Rumsey）是一颗围绕太阳公转的小行星。1985年7月10日，艾倫·C·吉爾摩、潘蜜拉·M·基爾馬汀在蒂卡普湖发现了此天体。
这颗小行星的绝对星等为244.3003404916466等。